# 平山あや
平山 あや（ひらやま あや、1984年〈昭和59年〉1月13日 - ）は、日本のタレント、女優、元グラビアアイドル。結婚前の本名および旧芸名は平山 綾（読み同じ）。栃木県那須塩原市（旧黒磯市）出身。堀越高等学校卒業。所属事務所はホリプロ。夫は俳優の速水もこみち。森三中の大島美幸は遠縁の親戚（従叔母）。

## 来歴
- 1998年 - 第23回ホリプロタレントスカウトキャラバン「女優誕生」において、グランプリを受賞し芸能界入り。同年にホリプロ内で結成され活動していたユニットHiP（Horipro idol Paradise）に加入。当初は本名の「平山綾」で活動していた。
- 1999年1月 - テレビ朝日系列のドラマ『可愛いだけじゃダメかしら?』で女優デビュー。3月には『クロイツェル・ソナタ』でドラマ初主演。同作品は2000年のハイビジョン国際映像祭で、ドラマ部門最優秀賞を受賞した。
- 2001年、フジテレビ系列のドラマ『Fighting Girl』では、ホリプロの先輩[3]である深田恭子演じるヒロイン・吉田小夜子の視力を失った妹・冬実を演じる。
- 2001年から2002年頃 - フジテレビ系列のバラエティ番組『めちゃ×2イケてるッ!』のコーナー「オカッチ&ミヤッチ」（お姫様の人形役）に出演。
- 2003年1月 - 芸名を本名「平山綾」から「平山あや」に改名。本人は「ヒマラヤみたいな名前」と語る。改名理由は、平山曰く名前を文字で書き起こした場合、漢字のみの表記よりも、ひらがなが混じった表記の方が柔らかく可愛い印象になるからとのこと。同年同月、初主演映画『ラヴァーズ・キス』公開。
- 2005年7月 - テレビ朝日系列の金曜ナイトドラマ『はるか17』で連続ドラマ初主演。なお、同年9月発売の、同ドラマと連動して出版された写真集を最後に、水着グラビアを引退。
- 2006年9月 - hiro・ソニン・サエコとともに主演を務めた松竹系映画『バックダンサーズ!』が公開。4人の中では唯一のダンス未経験者で、食事が喉に通らないほどハードだった事を本人は語っている。ダンスに情熱を注ぐダンサー・新井美羽（ミウ）役を演じる。
- 2008年10月1日 - 急性咽頭炎のため、出演予定だった舞台『ベントラー・ベントラー・ベントラー』を降板することが事務所から発表された[4]。
- 2008年10月24日 - ブログで仕事復帰を報告。
- 2019年8月8日 - 俳優の速水もこみちと結婚[1]。
- 2022年1月24日、新型コロナウイルスに感染したと所属事務所が公式サイトで発表[5]。

## 人物

### エピソード
- 芸能界入りの動機は、堀越高校に通いたかったからとされる。学校では、よく朝のホームルーム中にパンを食べていた。また、ホリプロスカウトキャラバンを受けた理由は、鈴木保奈美に憧れていた事から。明石家さんまから「俺の中で浴衣が似合う女性タレントベスト3に入る」と評されている[6]。自らのファッションコンセプトを「ロック」としており、ネイルアートなどに限らず日用品にも★マークを多用している。
- アルバイトの経験はない[7]。

### 嗜好・趣味
- Mr.Children、B'z、アヴリル・ラヴィーン、EXILEのファンであり、Mr.Childrenでは櫻井和寿を非常に尊敬しているという。また、B'zに関してはファンクラブに入り、友人宅で勉強会を行ったことがあるという。ラヴィーンとMr.Childrenは、『Music Lovers』で共演し、その際にファンであることを公表している。

- 好きな漫画家は矢沢あいで、矢沢の作品は全て好きであることを公式ブログの質問で語っている。

- 本人曰く、気に入った食べ物はとことん食べるタイプだとのこと。特にキャベツが大好物で、本人はキャベツを食べ続けたことにより、バストがBカップからDカップに成長したと発言している。これに関しては2009年4月1日に放送された『おもいッきりDON!』のキャベツ特集でそのことについて専門家が論理的に説明し、可能性があることを示した。それもあってかファンから「キャベツのうまたれ(椒房庵)」をもらったこともある。現在は糖度の高いトマトも良く食べており、「1ヶ月で100個は食べている」と語っている。

- 車好きで、自分の車も所有しており、内装には凝っている。中学卒業時に、平山本人のメッセージと顔写真が旧・黒磯市の広報誌に掲載された。小学校時代に、ピアノを習っていた。中学生の一時期不登校になり、フリースクールに通っていた。

- 高校の同級生にプロゴルファーの飯島茜がいる。

## 出演

### 連続ドラマ
- 可愛いだけじゃダメかしら?（1999年1月 - 3月、テレビ朝日系列） - 三村恵梨花 役
- 天国のKiss（1999年7月 - 9月、テレビ朝日系列） - 御手洗今日子 役
- 隣人は秘かに笑う（1999年10月 - 12月、日本テレビ系列） - 優菜 役
- 悪いオンナ「ルーズソックス刑事」（2000年2月、TBS）
- 20歳の結婚（2000年7月 - 9月、TBS系列）
- Fighting Girl（2001年7月 - 9月、フジテレビ系列） - 吉田冬実 役
- ロッカーのハナコさん（2002年8月 - 10月、NHK総合） - 御厨みそら 役
  - 帰ってきたロッカーのハナコさん（2003年10月 - 11月、NHK総合） - 御厨みそら役
- いつもふたりで（2003年1月 - 3月、フジテレビ系列） - 入江知華 役
- 劇団演技者。「アンラッキー・デイズ〜ナツメの妄想〜」（2004年4月 - 5月、フジテレビ系列） - ミキ 役
- ミステリー民俗学者 八雲樹（2004年10月 - 12月、テレビ朝日系列） - 富良野 役
- はるか17（2005年7月 - 9月、テレビ朝日系列） - 宮前遥 役 ※連続ドラマ初主演
- 働きマン（2007年10 - 12月、日本テレビ系列） - 渚マユ 役
- ごくせん 第3シリーズ（2008年4月 - 6月、日本テレビ系列） - 鷹野 葵 役
- ダンディ・ダディ?〜恋愛小説家・伊崎龍之介〜（2009年7月 - 9月、テレビ朝日系列） - 後藤美羽 役
- ステップファザー・ステップ（2012年1月 - 3月、TBS系列） - 秋山ナオ 役
- 宮部みゆきミステリー パーフェクト・ブルー（2012年10月 - 12月、TBS系列） - 君塚奈々 役
- 白衣のなみだ 第二部「慈命」（2013年4月 - 5月、東海テレビ制作・フジテレビ系列） - 主演・汐見ハナ 役
- 警視庁捜査一課9係 season8 第5話（2013年8月7日、テレビ朝日系列） - 柴田カンナ 役
- ダンダリン 労働基準監督官 第2話（2013年10月9日、日本テレビ系列） - 花枝春奈 役
- 刑事吉永誠一 涙の事件簿（2013年10月 - 12月、テレビ東京系列） - 一色理香 役
  - 新・刑事吉永誠一（2014年10月 - 12月、テレビ東京系列） - 一色理香 役[8]
- 私たちがプロポーズされないのには、101の理由があってだな 第2話（2014年11月11日、LaLa TV） - 千香 役
- オトナ女子（2015年10月 - 12月、フジテレビ系） - 立花沙織 役
- BARレモン・ハート SEASON2 第10話（2016年6月6日、BSフジ） - 小栗芙美 役
- ラブラブエイリアン 第8・20話（2016年8月4日・9月1日、フジテレビ） - ミハル 役
- 黒い十人の女（2016年9月29日 - 12月2日、読売テレビ・日本テレビ系） - 水川 夢 役
- 貴族探偵 第1話（2017年4月17日、フジテレビ系） - 妙見千明 役
- カンナさーん! 第9話（2017年9月12日、TBS系列） - 下山めぐ 役

### 単発ドラマ
- クロイツェル・ソナタ（1999年3月） - ドラマ初主演
- 悪いオンナ「ルーズソックス刑事」（2000年2月、TBS系列） - 主演・銭形紅子 役
- 金曜エンタテイメント・浅見光彦シリーズ「イーハトーブの幽霊」（2000年10月27日、フジテレビ系列） - 郡池愛 役
- 学校の怪談 春の物の怪スペシャル「何かが憑いている」（2001年3月、フジテレビ系列）
- 君ならできる（2001年9月、テレビ朝日系列） - 主演・高橋尚子 役
- VICTORY! 〜フットガールズの青春〜（2003年11月22日、フジテレビ系列）- 早川惚美 役
- 銀座ぐらん堂、送別会（2006年3月18日、テレビ東京系列）
- 世にも奇妙な物語〜2007春の特別編〜「才能玉」（2007年3月26日、フジテレビ系列）
- 松本清張 わるいやつら（2014年3月16日、BS日テレ） - 槇村隆子 役
- 水曜ミステリー9・春の特選サスペンス「事故調」（2015年4月1日、テレビ東京） - 宮前有里 役
- 月曜ゴールデン・十津川警部シリーズ54「サンライズ出雲の女」（2015年4月13日、TBS） - 小柳ゆみ 役
- 水戸黄門 スペシャル（2015年6月29日、TBS） - 静 役
- 土曜ワイド劇場・温泉若おかみの殺人推理29「金沢〜和倉温泉、九谷焼展示会で連続殺人!!」（2015年8月1日、テレビ朝日） - 若田玲 役
- 土曜ワイド劇場・天才刑事・野呂盆六ファイナル「盆六 暁に死す! 天才刑事VS.英国帰りの双子の兄!」（2015年9月19日、朝日放送） - 木曽レイカ 役
- 山本周五郎人情時代劇 第3話「釣忍」（2015年11月3日、BSジャパン） - おはん 役[9]
- 土曜ワイド劇場・ショカツの女12「連続通り魔から届いた犯行声明! 襲われたのは正体不明の謎の美女…!?」（2016年7月9日、朝日放送） - 藤代美鈴 役
- 望郷 「海の星」（2016年9月28日、テレビ東京） - 真野美咲 役
- 月曜名作劇場・はぐれ署長の殺人急行 九十九里浜迷宮ダイヤ（2016年12月5日、TBS） - 姫上のぞみ 役
- 土曜ワイド劇場・パーフェクト弁護士～南蛇井律子（2017年2月11日、朝日放送） - 敷島あかり 役

### WEBドラマ
- 銀座ぐらん堂、午後3時。（2006年3月18日、ポータルサイトgoo）

### 携帯配信ドラマ
- 私が黄金を追う理由〜映画「黄金を抱いて翔べ」スペシャルドラマ〜（2012年10月1日 - 10月27日、BeeTV） - 坂下ルカ 役

### バラエティ
過去のレギュラー
- 森田一義アワー 笑っていいとも!（2002年4月 - 2004年3月、フジテレビ系列） ※隔週曜日レギュラー出演者として。
- 初体験天使（2003年 - 2004年、名古屋テレビ） ※堀越のりとレギュラーMCとして。
- 平成教育予備校（2005年1月 - 2006年9月）→熱血!平成教育学院（2006年10月 - 2011年3月、フジテレビ系列）
- 投稿!国民生活向上センター（2005年12月27日、2006年8月1日、フジテレビ系列） ※不定期/司会担当。
- 熱中時間 忙中"趣味"あり（2005年 - 2010年、NHK） ※2008年10月6日は急性咽頭炎のためヘリョンが代理で出演。
- 住人十色（2008年8月16日 - 2008年10月18日、MBSテレビ）　※関西ローカル番組。ユンソナが産休のため代理で出演していたが、急性咽頭炎のため、途中降板した。
- ディズニー365（2008年 - 2010年10月3日、ディズニー・チャンネル） ※須賀健太とレギュラーMCとして出演。
- 臨時職員 平山あやの日光ソムリエ課(仮)（2015年1月1日 - 2015年3月26日、とちぎテレビ）
- 平山あやの至福の一杯 女子旅（2016年10月3日 - 2017年9月、LaLaTV）

### 教育番組
- リトル・チャロ2　英語に恋する物語（2010年7月28日 - 8月25日、NHK教育テレビ） - マンスリーゲスト

### ドキュメンタリー
- ニッポンこころの原風景を訪ねる 空から見た世界遺産（2014年2月23日、BS朝日） - ナビゲーター

### 映画
- しあわせ家族計画（2000年9月、松竹） - 川尻陽子 役
- ウォーターボーイズ（2001年9月、東宝） - ヒロイン・木内静子 役
- ラヴァーズ・キス（2003年1月、東宝） - 主演・川奈里伽子 役
- 恋愛小説（2004年6月、WOWOW） - 大垣美和 役
- 風のファイター（2004年8月、韓国） - ヒロイン・陽子 役
- Tokyo Tower（2005年1月、東宝） - 吉田 役
- 釣りバカ日誌16 浜崎は今日もダメだった♪♪（2005年8月27日公開、松竹） - 鯛子 役
- バックダンサーズ!（2006年9月9日公開、ギャガ、フジテレビジョン） - 新井美羽 役
- キトキト!（2007年3月17日公開、シネカノン） - 斎藤美咲 役
- Mayu -ココロの星-（2007年9月15日北海道先行公開、2007年9月29日全国公開、T-JOY） - 主演・竹中まゆ 役
- 陰日向に咲く（2008年1月26日公開、東宝） - 武田みやこ 役
- ごくせん THE MOVIE（2009年7月11日公開、東宝） - 鷹野葵 役
- インシテミル 7日間のデス・ゲーム（2010年10月16日公開、ワーナー・ブラザース映画） - 橘若菜 役
- 二流小説家 シリアリスト（2013年6月15日公開、東映） - 鳥谷恵美 役
- 抱きしめたい -真実の物語-（2014年2月1日公開、東宝） - 夏海 役[10]
- いしゃ先生（2015年11月7日山形県先行公開・2016年1月9日全国公開、キャンター） - 主演・志田周子 役[11]
- あきる野物語　空色の旅人（2015年11月14日公開、あきる野フィルムコミッション） - 主演・天使 役

### テレビアニメ
- DAN DOH!!（2004年4月 - 9月、 テレビ東京系） - 砂田優香 役

### 劇場版アニメ
- こちら葛飾区亀有公園前派出所 THE MOVIE2 UFO襲来! トルネード大作戦!!（2003年12月） - ミーナ 役[12]
- ブラック・ジャック ふたりの黒い医者（2005年12月） - ミドリ 役[13]
- アタゴオルは猫の森（2006年10月、角川ヘラルド映画） - ツキミ姫 役

### ラジオ
- オレたちやってま〜す（2001年 - 2003年、MBSラジオ）
- あやあやっ!?（2002年 - 2003年、CBCラジオ）『ハイパーナイト』内

### CM
- ビクターインタラクティブソフトウェア『牧場物語GB2』（1999年）
- カルピス カルピスウォーター（2001年）
- NHK 公共キャンペーン（2001年）
- ユニフォームのセロリー イメージキャラクター（2003年）
- バンビ イメージキャラクター（2003年4月）
- アラクス ノーシンピュア（2003年6月 - 2009年7月）
- カルビー じゃがりこ（2004年）
- エフティ資生堂 アミーチェ（2004年4月）
- プロトコーポレーション Gooシリーズキャラクター（2006年 - 2007年）
- 花王 ビオレ毛穴すっきりパック（2007年7月）
- 花王 ビオレパーフェクトオイル（2007年11月）
- アサヒフードアンドヘルスケア　実感ケフィア（2008年9月）※中京地区限定
- スズキ パレット（2008年）
- ユニバーサルミュージック snowsheep（2010年） ヒカリ・配信
- トヨタ自動車 IQ（2010年）
- 富士重工業 企業（2013年）

### Web
- 平山あやインタビュー モッテコ書店 （2007年8月24日）

### その他
- DAMチャンネル（2005年10月 - 2006年9月） - 司会
- 読売新聞 - 2011年4月30日付においてインタビューが掲載。

## 作品

### CD
- 来て来てあたしンち（2002年、キングレコード）アニメ『あたしンち』 エンディングテーマ
- Missin'you（2003年、東芝EMI）映画『こち亀THE MOVIE 2・UFO襲来!トルネード大作戦!!』挿入歌

### Video & DVD
- berry（1999年12月、ポニーキャニオン）
- bloom（2001年4月、ポニーキャニオン）
- IRIS（2002年6月、DooGA）
- 平山綾 in ラヴァーズ・キス（2003年1月、ハピネットピクチャーズ）
- Bikkuri!?（2004年1月、ポニーキャニオン）

### ゲーム
- ØSTORY（ラブストーリー）（2000年、エニックス） - 鮎川リナ（ヒロイン）役
  - 同タイトルのサウンドトラックCDでも「Hello Again」と「Old Friend」で参加。
- フードフォース（2005年、コナミ） - 食糧援助チームの隊員 役[14]
- ビューティフル塊魂（2007年、ナムコ）-「Sayonara Rolling Star」歌唱
  - 塊ステキ魂（2007年、コロムビアミュージックエンタテインメント）-「Sayonara Rolling Star」歌唱

### PV出演
- 堂本剛 - ORIGINAL COLOR
- snowsheep - ヒカリ

## 書籍
- 平山あやの右脳ドリル（2005年6月、講談社、ISBN 4063077527） - 監修：吉田たかよし
- HAPPY★A(FashionBook)（2009年10月、祥伝社、ISBN 4396430280）

写真集
- AYA・水彩日誌（1999年4月、ホーム社、ISBN 4834252027）
- CANDY（2000年7月、学習研究社、ISBN 4054012140）
- miracle（2002年2月、学研、ISBN 405401576X）
- あや水（2004年4月、講談社、ISBN 406364572X）
- 平山あや写真集 はるか（2005年9月、講談社、ISBN 4063646475）

## 受賞歴
- 二十歳のベスト・パール・ドレッサー2004